# Mumtaz M. Kazi
Pour les articles homonymes, voir Kazi.
Mumtaz, née Maqsood Ahmed Kazi, aussi populairement connue sous le nom de Mumtaz M. Kazi est une technicienne ferroviaire indienne qui est également considérée comme la première femme indienne à conduire un train à moteur diesel. En fait, elle est aussi la première femme conductrice de locomotive en Asie. En mars 2017, elle reçoit la plus haute récompense pour les femmes en Inde, le prix Nari Shakti Puraskar (en français : Prix du pouvoir des femmes), des mains du président indien de l'époque, Pranab Mukherjee.

## Biographie

### Jeunesse
Kazi est née et a grandi à Mumbai, la capitale commerciale de l'État du Maharashtra, et est issue d'une famille musulmane orthodoxe. Elle est diplômée du lycée Seth Anandilal Rodar de Santacruz, en 1989. Son père, Allarakhu Ismail Kathwala, est employé des chemins de fer indiens. Mumtaz a suivi les traces de son père et a poursuivi sa carrière en tant que conductrice de train à plein temps. Cependant, son père ne l'a pas autorisée à travailler dans le département des chemins de fer. Il lui a dit de suivre un cours de technologie de laboratoire médical, mais Mumtaz l'a ensuite convaincu de prendre cette décision.

### Carrière
Après avoir obtenu son diplôme en 1989, elle postule la même année au poste de conducteur de locomotive. Elle commence à conduire des trains à l'âge de 20 ans, en 1991, et est reconnue par le Limca Book of Records (en) comme la première femme asiatique conductrice de locomotive, en 1995,.
Elle pilote les trains locaux sur la première ligne ferroviaire la plus encombrée de l'Inde, la section Chhatrapati Shivaji Maharaj Terminus - Thane.
Elle reçoit le prix Nari Shakti Puraskar, un prix qui est décerné en Inde chaque année pour reconnaître les réalisations des femmes,. Elle a également reçu le Railway General Manager Award, en 2015, des chemins de fer indiens. 

### Vie personnelle
Elle a épousé l'ingénieur électricien Maqsood Kazi.

### Note
- (en) Cet article est partiellement ou en totalité issu de l’article de Wikipédia en anglais intitulé « Mumtaz M. Kazi » (voir la liste des auteurs).